# جوناثان ودهاوس
جوناثان ودهاوس (بالإنجليزية: Jonathan Woodhouse)‏ هو ممثل بريطاني، ولد في 1987 في لندن في المملكة المتحدة.

## وصلات خارجية
- جوناثان ودهاوس على موقع IMDb (الإنجليزية)
- جوناثان ودهاوس على موقع قاعدة بيانات الفيلم (الإنجليزية)